# Havregrynskugle
Havregrynskugler er en form for julekonfekt, der som navnet angiver, har havregryn som en væsentlig ingrediens. Havregrynskugler blev opfundet under anden verdenskrig, da Nationaltidende, i 1943, udgav en bog med titlen Opfindsomhed i en krisetid, hvor man kunne finde opskriften til havregrynskugler.
Havregrynskugler kan laves i mange varianter, men indeholder som regel udover havregryn smør, sukker og kakao, som blandes sammen, og eventuelt tilsættes vanille, appelsinsaft, kaffe, kokosmel og/eller mandelessens, og formes til små runde kugler i hånden. Kuglerne rulles som oftest i enten kokosmel eller perlesukker, og opbevares og serveres køligt.